# زبان آئر
زبان آئر زبانی هندوآریایی است که پیرامون سیصد گویشور دارد، این گویشوران ساکن استان سند پاکستان می‌باشند. برای نگارش آئر از خط عربی بهره‌می‌برند.